# Memecylon corticosum
Memecylon corticosum är en tvåhjärtbladig växtart som beskrevs av Henry Nicholas Ridley. Memecylon corticosum ingår i släktet Memecylon och familjen Melastomataceae. Inga underarter finns listade i Catalogue of Life.